# Basipta
Basipta – rodzaj chrząszczy z rodziny stonkowatych i podrodziny tarczykowatych.
Chrząszcze te osiągają powyżej 8 mm długości ciała. Grzbietowa strona ciała porośnięta jest białym, przylegającym owłosieniem. Głowa ma bardzo krótki, co najmniej trzykrotnie szerszy niż dłuższy, wyniesiony  nadustek oraz pozbawioną podłużnego żeberka przez środek wargę górną. Czwarty człon przysadzistych czułków jest nagi, podobnie jak trzy poprzednie. Z kolei wierzchołkowe człony odznaczają się silną mikrorzeźbą lub mocnym rowkowaniem oskórka. Brzegi przedplecza i pokryw są rozpłaszczone. Obrys przedplecza jest odwrotnie trapezowaty, najszerszy przed środkiem długości. Zarys pokryw charakteryzuje się silnie wystającymi ku przodowi kątami barkowymi. Powierzchnia całych pokryw jest punktowana; punkty na ich dysku są grube i bezładnie rozmieszczone. Skleryty zapiersia są silnie wyniesione. Odnóża środkowej pary nie mają guzków wierzchołkowych na spodniej krawędzi ud. Stopy mają ostatni segment oraz pazurki niezmodyfikowane.
Wszyscy przedstawiciele rodzaju są endemitami Afryki Południowej. Występują w Południowej Afryce i Namibii.
Takson ten wprowadził w 1849 roku Louis Alexandre Auguste Chevrolat w publikacji pod redakcją Alcide’a d’Orbigny. Zalicza się do niego 5 opisanych gatunków:
- Basipta glauca Chevrolat, 1849
- Basipta luteocincta Boheman, 1854
- Basipta pilosella Boheman, 1854
- Basipta sebastiani Borowiec, 2002
- Basipta stolida Boheman, 1854